# Stades des cancers du poumon
 (signalé en juillet 2025).
Si vous disposez d'ouvrages ou d'articles de référence ou si vous connaissez des sites web de qualité traitant du thème abordé ici, merci de compléter l'article en donnant les références utiles à sa vérifiabilité et en les liant à la section « Notes et références ».
- Archive Wikiwix
- Bing
- Cairn
- DuckDuckGo
- E. Universalis
- Gallica
- Google
- G. Books
- G. News
- G. Scholar
- Persée
- Qwant
- (zh) Baidu
- (ru) Yandex
- (wd) trouver des œuvres sur Wikidata

Les stades d'extension du cancer du poumon sont caractérisés par le degré d'extension du cancer à partir de son site originel. C'est un facteur important dans le pronostic médical et les traitements potentiels du cancer du poumon. 
Le carcinome du poumon non à petites cellules (NSCLC) évolue du stade IA (« un A » ; le meilleur pronostic) IB ou II, à IV (« quatre », cancer métastatique). Le carcinome du poumon à petites cellules est classé comme au stade limité s'il est confiné à une moitié du thorax, et dans le champ d'une seule radiothérapie ; autrement, il est classé au stade extensif.

## Stades TNM 2009 0MS des carcinomes bronchiques (tout type)

### T — Tumeur primitive
- TX : Tumeur ne peut être évaluée ou est démontrée par la présence de cellules malignes dans les expectorations ou un lavage bronchique sans visualisation de la tumeur par des examens endoscopiques ou d'imagerie.
- Tis : Carcinome in situ
- T1 : T < ou égal à 3 cm, entourée par le poumon ou la plèvre viscérale, sans évidence bronchoscopique d'invasion plus proximale que la bronche lobaire (c-à-d pas la bronche souche) cm
- T2 : 3 < T < ou égal à 7 cm ou présentant une des caractéristiques suivantes : 
  - Atteinte de la bronche souche à 2 cm ou plus de la carène trachéale
  - Invasion de la plèvre viscérale
  - Présence d'une atélectasie ou d'une pneumopathie obstructive s'étendant à la région hilaire sans atteindre l'ensemble du poumon.

(Les tumeurs avec ces caractéristiques sont classées T2a si leur dimension est de 5 cm ou moins) 
- T3: T > ou égal à 7 cm ; 
  - ou envahissant directement une des structures suivantes : la paroi thoracique (y compris la tumeur de Pancoast), le diaphragme, le nerf phrénique, la plèvre médiastinale ou le péricarde ;
  - ou une tumeur dans la bronche souche à moins de 2 cm de la carène trachéale sans l'envahir ;
  - ou associée à une atélectasie ou à une pneumopathie obstructive du poumon entier ;
  - ou présence d'un nodule tumoral distinct dans le même lobe

- T4: Tumeur de tout taille envahissant directement une des structures suivantes : médiastin, cœur, gros vaisseaux, trachée, nerf laryngé récurrent, œsophage, corps vertébral, carène trachéale; 
  - ou présence d'un nodule tumoral distinct dans un autre lobe du poumon atteint

### N — Ganglions lymphatiques régionaux
- NX : les ganglions lymphatiques ne peuvent pas être évalués
- N0 : pas de métastase ganglionnaire lymphatique régionale
- N1 : métastase dans les ganglions lymphatiques intrapulmonaires, péribronchiques et/ou hilaires ipsilatéraux, y compris par envahissement direct
- N2 : métastase dans les ganglions lymphatiques médiastinaux ipsilatéraux et/ou sous- carinaires
- N3 : métastase dans les ganglions lymphatiques médiastinaux controlatéraux, hilaires controlatéraux, scalènes ou sus-claviculaires ipsilatéraux ou controlatéraux

### M — Métastase à distance
- MX : les métastases à distance n'ont pas pu être évaluées
- M0 : absence de métastase à distance
- M1 : métastase à distance 
  - M1a : Nodule(s) tumoral distinct dans un lobe controlatéral ; tumeur avec nodules pleuraux ou épanchement pleural (ou épanchement péricardique) malin
  - M1b : métastase à distance

## Répartition en stades
Les tumeurs in situ sont classées de stade 0. Toutes les tumeurs métastatiques sont classées stade IV. Les autres se répartissent selon le tableau suivant :
|     | N0   | N1   | N2   | N3   |
| --- | ---- | ---- | ---- | ---- |
| T1  | Ia   | IIa  | IIIa | IIIb |
| T2a | Ib   | IIa  | IIIa | IIIb |
| T2b | IIa  | IIb  | IIIa | IIIb |
| T3  | IIb  | IIIa | IIIa | IIIb |
| T4  | IIIa | IIIa | IIIb | IIIb |

## Diagnostic
L'échoendoscopie bronchique et la médiastinoscopie sont les deux techniques les plus utilisées pour réaliser des biopsies des ganglions médiastinaux et qualifier l'extension ganglionnaire.